# Софія Монферратська
Софія Монферра́тська (1399—1434 або 1437) — візантійська імператриця.

## Життєпис
Походила з монферратської гілки Палеологів. Донька Теодора II, маркіза Монферрата, і Жани Барської. Народилася у 1399 році у замку Казаль. У 1404 року була заручена з Філіпо Марією, сином міланського герцога Джан Галеаццо Вісконті, але 1411 року заручини було розірвано.
1420 році помер батько Софії. Брат Джанджакомо, що став новим маркізом, розпочав перемовини щодо укладання шлюбного договору сестри з представником візантійської імператорської династії. У 1421 році Софію пошлюбив син візантійського імператора Мануїла II — Іоанн, але більш це була ініціатива батька. Для укладання шлюбу папа римський Мартин V надав відповідний дозвіл, оскільки Софія була католичкою. Того ж року прибула до Константинополя, але не сподобалася чоловікові через зовнішню непривабливість. Тому подружжя майже весь час мешкало окремо.
У 1425 році після смерті батька чоловік Софії стає імператором, а вона старшою імператрицею. Втім, конфлікти з Іоанном VIII посилювалися. Зрештою у 1426 році Софія залишила Візантію, повернувшись до Італії. Незабаром після цього шлюб було розірвано. Більше частину життя мешкала у Моферраті та Савойї в жіночих монастирях. Померла у 1434 або 1437 році в Турині.